# Америчка туршија
Америчка туршија (енгл. An American Pickle) амерички је драмедијски филм из 2020. године у режији Брендона Троста (у свом редитељском дебију), по сценарију Сајмона Рича. Сет Роген глуми јеврејског имигранта из источне Европе који је заробљен у бачви са киселим краставцима, док се буди век касније у данашњем Њујорку, покушавајући да се уклопи уз помоћ свог последњег преосталог потомка (ког такође глуми Роген).
Филмска права претходно је држао Sony Pictures, али их је у априлу 2020. године преузео Warner Bros. Дигитално је приказан 6. августа 2020. године у САД, као први филм за HBO Max, док је од наредног дана приказиван у биоскопима у Уједињеном Краљевству. Добио је углавном позитивне критике, са посебним похвалама за Рогенову дуалну улогу.

## Радња
Године 1920. досељеник који ради у фабрици киселих краставаца случајно упадне у буре саламуре и остане тамо, саршено очуван, стотину година. Када се изненада врати у живот, он одлази у Бруклин, да живи са својим праунуком, Беном.

## Улоге
- Сет Роген као Хершел Гринбаум / Бен Гринбаум
- Сара Снук као Сара Гринбаум
- Елиот Глејзер као Кристијан
- Јорма Такони као Лијам
- Кален Ален као Кевин
- Моли Евенсен као Клара
- Кевин О’Рорк као Дејн Брант
- Џоана П. Адлер као професорка Ким Еклунд
- Шон Вејлен као научник
- Џефри Кантор као Дејвид Гринбаум
- Карол Лејфер као Сузан Гринбаум
- Марша Стефани Блејк као инспекторка Сандерс
- Лиз Каковски као Сузан О’Мали
- Тим Робинсон као тужилац
- Бетси Содаро као адвокат